# Phlebodium hemipinnatum
Phlebodium hemipinnatum är en stensöteväxtart som beskrevs av Tejero, Mickel och A. R. Sm. Phlebodium hemipinnatum ingår i släktet Phlebodium och familjen Polypodiaceae. Inga underarter finns listade.